# فيتور بينيت
فيتور بينيت (بالبرتغالية: Vítor Benite) مواليد 20 فبراير 1990 في جوندياي، البرازيل، هو لاعب كرة سلة برازيلي. بدأ مسيرته الاحترافية في سنة 2008. يلعب مع سي بي مورسيا في الدوري الإسباني لكرة السلة. يحمل الرقم 8. يبلغ طوله 6 قدم 3 بوصة (1.9 م). مثّل منتخب بلاده. شارك في دورة الألعاب الأولمبية الصيفية سنة 2016. حقق المركز الأول في دورة الألعاب الأمريكية 2015.

## المسيرة الاحترافية
لعب مع بينهيروس لكرة السلة في موسم 2008–2009، ثم لعب مع فرانكا لكرة السلة من سنة 2009 إلى 2011، ثم لعب مع فلامنغو لكرة السلة من سنة 2012 إلى 2015، ثم لعب مع سي بي مورسيا في الدوري الإسباني في سنة 2015.

## الإنجازات
- الدوري البرازيلي لكرة السلة: 2013، 2014، 2015

## سجل المنافسة
شارك في المنافسات التالية:
- الألعاب الأولمبية الصيفية 2016
- بطولة أمم الأمريكتين لكرة السلة 2011
- بطولة أمم الأمريكتين لكرة السلة 2013

## روابط خارجية
- فيتور بينيت على موقع الاتحاد الدولي لكرة السلة (الإنجليزية)
- فيتور بينيت على موقع الدوري الإسباني لكرة السلة (الإسبانية)
- فيتور بينيت على موقع كرة السلة الأوروبية.كوم (الإنجليزية)
- فيتور بينيت على موقع كلية كرة السلة في سبورتس رفرنس.كوم (الإنجليزية)
- فيتور بينيت على موقع ريلجم (الإنجليزية)
- فيتور بينيت على موقع بروبوليرز (الإنجليزية)
- فيتور بينيت على موقع سبورتس رفرنس (الإنجليزية)
- فيتور بينيت على موقع أوليمبيديا (الإنجليزية)
- فيتور بينيت على موقع اللجنة الأولمبية البرازيلية (البرتغالية)